# Теория планомерно-поэтапного формирования умственных действий и понятий
Теория планомерно-поэтапного формирования умственных действий и понятий (теория\концепция поэтапного формирования умственных действий) — одна из наиболее известных теорий в советской и российской педагогической психологии, созданная Петром Яковлевичем Гальпериным. Теория раскрывает механизмы, закономерности и условия формирования элементов психической деятельности. Данная теория предусматривает раскрытие внутренней структуры действия, которая недоступна для прямого внешнего наблюдения, но объективно существует. Теория планомерно-поэтапного формирования умственных действий включена в психологическую систему П. Я. Гальперина (также известную как общепсихологическая концепция).

2—4 октября 2012 г. состоялась международная научная конференция «Новая жизнь классической теории: к 110-летию со дня рождения П. Я. Гальперина», на которой обсуждался вклад П. Я. Гальперина в психологическую науку, состояние его теории в наши дни, а также актуальные и теоретические проблемы практического использования научной концепции П. Я. Гальперина.

## История создания теории
Годом создания теории принято считать 1952 год, когда П. Я. Гальперин заявил о своей теории, представив её как «гипотезу формирования умственных действий» Основу теории составило представление о существовании генетической зависимости между психическими операциями и внешними практическими действиями. Данное положение предполагает, что мышление ребенка развивается через связь с предметной деятельностью (непосредственными манипуляциями с предметами). П. Я. Гальперин считал, что внешнее действие, постепенно превращается во внутреннее действие, проходя при этом ряд последовательных этапов, каждый из которых составляет основу для последующего этапа.

Система планомерно-поэтапного формирования умственных действий включает четыре подсистемы:
1. условия формирования адекватной мотивации
2. условия обеспечения приобретения действием требуемых свойств
3. условия формирования полноценной ориентировочной основы действия
4. условия, обеспечивающие перенос действия в умственный план

## Этапы формирования умственных действий
Согласно теории П. Я. Гальперина в процессе формирования умственного действия можно выделить шесть этапов:
1. Этап мотивации (создание личностного отношения к усвоению действий).
2. Формирование ориентировочной основы будущего действия. Ключевым моментом второго этапа является ознакомление на практике с составом будущего действия и итоговыми требованиями к действию
3. Этап материальных (с реальными предметами) или материализованных (с предметами-заместителями) действий. На данном этапе происходит практическое освоение действия с использованием предметов.
4. Этап внешнеречевых действий. На этом этапе действие продолжает осваиваться уже без опоры на реальные предметы. Начинается процесс интериоризации внешнего действия (перенесения во внутренний план). По мнению П. Я. Гальперина такой перенос действия в речевой план означает не просто его озвучивание, но его речевое выполнение.
5. Этап внутренней речи про себя. На пятом этапе выполнение действия уже не требует внешней речи — процесс выполнения действия полностью переносится во внутреннюю речь (речь «про себя»).
6. Этап умственных действий. На последнем этапе процесса формирования умственных действий завершается его переход во внутренний план (действие для своего выполнения уже не требует речевой основы). При этом действие подвергается существенным преобразованиям: оно сокращается, автоматизируется и уходит из сферы сознания.

На каждом из выделенных этапов действие выполняется изначально в развернутой форме, но постепенно «свертывается» (сокращается).

## Система свойств человеческого действия
В ходе исследований, проведенных П. Я. Гальпериным по теории планомерно-поэтапного формирования умственных действий, изучения феномена интериоризации внешних действий и создания модели, воспроизводящей искомый феномен, возникла объективная необходимость дальнейшей оценки качества сформированного действия. Для этого П. Я. Гальпериным была создана система свойств человеческих действий.

Все свойства действия делятся на две группы:

Первичные параметры действия, характеризующие любое человеческое действие:
1. полнота свойств звеньев
2. мера дифференцировки существенных отношений от несущественных
3. уровень осуществления
4. энергетические свойства (временные и силовые характеристики)

Вторичные параметры действия, представляющие собой результат интеграции первичных свойств:
1. разумность — ориентация на полный состав действия и дифференциация существенных признаков от несущественных
2. осознанность — разумность и вербализованность действия
3. критичность — разумность действия, его осознанность и ориентировка на критерии качества действия
4. мера освоения — помимо первых трех вторичных свойств учитывает требуемую скорость и энергозатратность действия

## Значение теории П. Я. Гальперина

### Теоретическое значение
1. П. Я. Гальперин предложил единицу анализа психической жизни человека — целенаправленное осмысленное развивающееся человеческое действие.[12]
2. Созданный П. Я. Гальпериным метод планомерно-поэтапного формирование умственного действия с заранее заданными свойствами стал орудием развития душевной жизни.[12]
3. Создал новый подход к методу исследования — формирующий эксперимент.
4. Создал систему контроля качества выполнения действия.[6]

### Практическое значение
1. Использование метода планомерно-поэтапного формирования значительно сокращает время формирования навыков при повышении их качества (способствует автоматизации действий на высшем уровне).[3]
2. Данная теория может быть использована на практике на всех уровнях образования.
3. На основании положений данной теории учениками и последователями П. Я. Гальперина было осуществлено множество прикладных проектов по совершенствованию содержания и процесса обучения.[13]